# 江琴堂
江琴堂（1916年—），原名江书轩，曾用名秦棠，男，直隶（今河北临西人，中华人民共和国政治人物。

## 生平
江琴堂是河北省临西县大刘庄乡江庄人。1938年4月参加革命工作，同年8月加入中国共产党。1938年4月至11月，在临清县七区战委会任组织股长，后任中共临西县七区区委书记。1939年10月，撤销中共临西工委，建立中共临清县委，任县委书记。1941年1月调中共冀南区四地委宣传部任科长，后负责地委党校工作。1942年5月调任中共企之县委书记。1943年10月到1945年夏在中共北方局党校学习。毕业后被分配至中共平原分局党校第八队任支部书记，后调任中共冀南区党委组织部干部科长、区党委党校秘书科长。1947年3月复任中共临清县委书记。1948年春随军南下，任中共河南省密县县委书记。
中华人民共和国成立后，历任中共郑州地委宣传部长、副书记，郑州专署专员。1953年4月支援国家工业建设，调任一机部洛阳矿山机器制造厂副厂长，后调任河南省柴油机厂党委书记。1959年5月，调任中共洛阳市委书记，后兼任市长。1963年4月任河南省商业厅厅长。文化大革命时期受到批判，1972年1月恢复工作后，任中共郑州工学院党委书记。1971年12月，再次调洛阳市工作，任中共洛阳市委第二书记、市革委会副主任。1981年8月，担任中共洛阳市委书记，后任洛阳市人大常委会主任。1984年10月任中共河南省顾问委员会委员。